# Notat (avis)
Notat var et dansk tidsskrift, der blev startet som en erklæret EU-kritisk avis. Fra 1974 til 1984 og igen 1995-2003 var navnet Det Ny Notat. Frem til 2007 udkom NOTAT som enten ugeavis eller 14 dages avis. Efter 2007 udkom tidsskriftet som månedsmagasin med navnet "Magasinet NOTAT" og siden 2009 under navnet "NOTAT - magasin om demokrati og Europa."
Bladet blev grundlagt i 1972 i forbindelse med oprettelsen af Folkebevægelsen mod EF som organ for EF-modstanden efter folkeafstemningen om Danmarks optagelse i EF samme år. Bladet var tværpolitisk, men funderet i centrum-venstre. Bladet har gennem hele sin historie haft redaktionel frihed, men fungerede frem til 2007 i vid udstrækning som kampagne-avis.
Fra 2007-2009 blev avisen omlagt til et månedsmagasin. Den redaktionelle linje var herfra at bedrive kritisk journalistik om EU.
Fra december 2009 til juli 2016 blev NOTAT udgivet af Oplysningsforbundet DEO som et månedsmagasin om demokrati og Europa. NOTAT havde fortsat fuld redaktionel frihed Om NOTAT på DEO's hjemmeside. Den sidste ansvarshavende redaktør var Rasmus Nørlem Sørensen.